# Skeptiker
Skeptiker je populárně vědecký čtvrtletník, který objektivně a srozumitelně informuje o pseudovědě, esoterice a okultismu a také o vědeckých poznatcích, které se těchto oblastí týkají. Vydává ho Gesellschaft zur wissenschaftlichen Untersuchung von Parawissenschaften od května 1987. Vychází čtvrtletně, stojí 7 eur a k roku 2017 měl podle vlastních údajů 2500 předplatitelů. Skeptiker je distribuován v tištěné i elektronické podobě. Šéfredaktorkou je Inge Hüsgenová, hlavním editorem je Bernd Harder.

## Cíle
Cílem časopisu je povzbudit kritické myšlení čtenářů a poskytnout jim informace z vědeckého hlediska, které pak mohou využít k vytvoření vlastního názoru.

Čtenářskou obec tvoří z velké části akademici, studenti a laici se zájmem o vědu.

## Historie
Předchůdce GWUP, Arbeitsgemeinschaft der Skeptiker zur Untersuchung von Pseudowissenschaften und Okkultem (ASUPO), vydal v květnu 1987 informační bulletin. Obsah tohoto prvního čísla Skeptikeru byl silně ovlivněn chystaným založením sdružení pod názvem GWUP v říjnu téhož roku. Kromě toho toto první číslo obsahovalo článek Carla Sagana a témata Occamova břitva, chůze po žhavém uhlí a geopatogenní zóny.
V roce 2007 měl Skeptiker 1500 předplatitelů. V letech 2009 a 2014 bylo uspořádání revidováno. V elektronické podobě časopis vychází od roku 2013.

## Obsah
Mezi hlavní témata patří vědecko-kritický pohled na esoteriku, konspirační teorie, pseudovědy a alternativní medicína a její postupy a produkty. Z vědeckého hlediska se probírají různá aktuální témata.

Součástí jsou také rozhovory s odborníky, portréty osobností z okruhu skeptiků, zprávy o činnosti GWUP a recenze knih.

### Členění obsahu
- Tematické články – delší (2-10 tištěných stran, 8000-40 000 znaků) články, ve kterých lze téma komplexně prezentovat
- Reportáže – krátké (1/2 až 3 strany, 2000-12000 znaků) články o zcela aktuálních událostech
- Fórum – V této sekci se vyjadřují autoři s obzvláště vyhraněnými či kontroverzními názory, komentáři či zkušenostmi, proto obsahuje texty, které jsou vhodné k vyvolání kontroverzní diskuse.
- Recenze knih[5]

### Zvláštní vydání
Ve zvláštním čísle 2020 - Virus konspiračních teorií se Bernd Hader u příležitosti pandemie covidu-19 zabýval současnými konspiračními teoriemi kolem coronaviru i jejich pozadím a shrnul dosavadní poznatky o tomto fenoménu.
| „                 | Konstruktivní skepticismus a vyrovnaná víra v reálný svět a jeho zkoumání vědeckou metodou by mohly být největší nadějí lidstva na odvrácení potenciální doby temna. Časopisy jako Skeptiker hrají důležitější roli, než si mnozí lidé uvědomují. | “ |
| — Richard Dawkins | |   |